# Diva Universal (Italie)
Diva Universal est une chaîne de télévision italienne appartenant au groupe NBC Universal.

## Historique
Elle cesse sa diffusion le 31 décembre 2015. La chaîne visait un public féminin et était diffusée sur Sky Italia.

## Identité visuelle

### Logos

Logo actuel de Diva Universal